# Arachnothelphusa rimba
Arachnothelphusa rimba — вид крабів родини Gecarcinucidae. Описаний у 2021 році.

## Поширення
Ендемік малайського штату Саравак на півночі Калімантану. Виявлений у заповіднику Ланджак Ентімау.